# Ensemble Alia Mens
 (septembre 2019).
L'Ensemble Alia Mens est un ensemble de musique baroque créé en 2012 réunissant instrumentistes pratiquant sur instruments anciens et chanteurs. Cet ensemble effectue un travail de recherche et d’interprétation particulièrement approfondi de l’œuvre de Jean-Sébastien Bach, aussi bien de sa musique sacrée qu’instrumentale. L'ensemble est dirigé par le  claveciniste Olivier Spilmont.

## L'Ensemble
L'Ensemble Alia Mens compte treize chanteurs et vingt-sept instrumentistes.

## Discographie
" La Cité Céleste" : Jean Sébastien Bach  trois cantates dites « de jeunesse » (OCLC 8051016750)
- Cantate BWV 12 (1714) Weinen, klagen, sorgen….
- Cantate BWV 18 (1713) Gleichwie der Regen und Schnee vom Himmel fällt.
- Cantate BWV 161 (1716) Komm, du süße Todesstunde. 
Olivier Spilmont, Direction 
Eugénie Lefebvre, soprano Pascal Bertin, alto Thomas Hobbs, ténor Geoffroy Buffière, basse

## Source
- Site officiel